# The Slackers
The Slackers é uma das melhores e mais conhecidas bandas da nova cena de ska de Nova Iorque.
Formada no Brooklyn em 1991, a banda toca uma mistura de ska, rocksteady, reggae, soul, swing, garage rock, e jazz. Faz parte do selo punk "HellCat Records".
Vários projetos paralelos surgiram da banda, entre eles: Dave Hillyard Rocksteady 7, Da Whole Thing e SKAndalous All Stars, além do projeto acústico do vocalista Vic Ruggiero.

## Formação
- Vic Ruggiero - Voz e teclados
- Jay "Agent Jay" Nugent - Guitarra
- Dave Hillyard - Saxofone
- Glen Pine - Trombone
- Marcus Geard - Contra-baixo
- Ara Babajian - Bateria

Ex-membros
- Marc "Q-Maxx 4:20" Lyn - Voz
- TJ Scanlon - Guitarra
- Luis "Zulu" Zuluaga - Bateria
- Jeremy "Mush One" Mushlin - Trompete
- Allen Teboul - Bateria
- Dunia Best- Voz e flauta
- Jeff "King Django" Baker - Trombone
- Tobias Fields - Congas
- Eric "E-ROC" Singer - Saxofone
- Victor Rice - Contra-baixo
- Dave Hahn - Guitarra

## Discografia
- Do The Ska With The Slackers - 1992
- The Slackers - 1993
- Better Late Than Never - 1996
- Redlight - 1997
- The Question - 1998
- Before There Were Slackers There Were… - 1999
- Live at Ernesto's - 2000
- Wasted Days - 2001
- The Slackers and Friends - 2002
- Close My Eyes - 2003
- International War Criminal - 2004
- Upsettin' Ernesto's - 2004
- The Slackers/Pulley Split - 2004
- An Afternoon in Dub - 2005
- Slackness - 2005
- Slack in Japan - 2005
- Peculiar - 2006
- Big Tunes! Hits & Misses from 1996 to 2006 - 2007
- Self Medication - 2008
- The Great Rocksteady Swindle - 2010

Compilações
- "Give 'Em the Boot"
- "Give 'Em the Boot II"
- "Give 'Em the Boot III"
- "Give 'Em the Boot IV"
- "Give 'Em the Boot V"
- This Is Special Potatoe Vol. 1